# Кіта (річка, притока Ґокасе)
Річка Кіта (яп. 北川, кітагава) — річка в Японії, що протікає через міста Саїкі (префектура Ойта) та Нобеокі (префектура Міядзакі). Впадає в річку Ґокасе і є найбільшою з її приток.

## Географія
Бере початок в гірській гряді Собо-Катамукі (яп. 祖母傾) поблизу кордону між префектурами Ойта та Нобеокі. На південь від міста Саїкі на річці розташована гребля Кітагава. Далі протікає через місто Нобеокі. Після цього її шлях лежить на південь, де вона впадає в річку Ґокасе, біля її гирла. Разом з річками Ґокасе та Хорі формує на рівнині дельту, яка впадає в море Хюґа.